# Archie MacDonald
Donald Archibald MacDonald, detto Archie (Saasaig, 23 febbraio 1895 – Inverness, 5 maggio 1965), è stato un lottatore britannico, specializzato nella lotta libera.

## Biografia
Rappresentà la Gran Bretagna ai Giochi olimpici estivi di Anversa 1920 in cui si classificò quinto e di Parigi 1924, dove vinse il bronzo nei pesi massimi.

## Palmarès
- Giochi olimpici

Parigi 1924: bronzo nei pesi massimi.